# Nikolai Sacharowitsch Karakulow
Nikolai Sacharowitsch Karakulow (russisch Николай Захарович Каракулов, engl. Transkription Nikolay Karakulov; * 10. April 1918 bei Perm; † 10. März 1988) war ein sowjetischer Leichtathlet. Er war der beste sowjetische Sprinter der 1940er-Jahre. Bei einer Körpergröße von 1,75 m betrug sein Wettkampfgewicht 70 kg.

## Karriere
Nachdem 1941 und 1942 die sowjetischen Leichtathletikmeisterschaften wegen des Krieges ausgefallen waren, wurden sie 1943 wieder ausgetragen. Nikolai Karakulow gewann den Titel sowohl im 100-Meter-Lauf als auch im 200-Meter-Lauf. Über 100 Meter konnte er diesen Titel bis 1949 sieben Mal in Folge gewinnen, außer ihm erreichte lediglich Walerij Borsow sieben Titel über diese Distanz. Über 200 Meter gewann Karakulow 1943, 1944 und von 1946 bis 1949, außer ihm gewannen nur Robert Ljulko und Walerij Borsow sechs Titel über 200 Meter.
Bei den Leichtathletik-Europameisterschaften 1946 in Oslo nahmen erstmals auch sowjetische Leichtathleten teil. Karakulow schied über 100 Meter im Zwischenlauf aus. Über 200 Meter gewann er den Titel mit sowjetischem Landesrekord von 21,6 Sekunden. An der 4-mal-100-Meter-Staffel nahm die Sowjetunion nicht teil.
Zu den Olympischen Spielen 1948 schickte die Sowjetunion keine Mannschaft, so dass Karakulow, wie vor ihm Robert Ljulko, keine Chance zu einer Olympiateilnahme bekam.
1950 gewann Karakulow erstmals nicht den sowjetischen Meistertitel. Er wurde Vierter über 100 Meter und Zweiter über 200 Meter. Bei den Europameisterschaften 1950 in Brüssel schied Karakulow über 100 Meter wie vier Jahre zuvor im Halbfinale aus. Über 200 Meter trat er nicht an. Trotzdem gelang ihm erneut ein Titelgewinn. Als Schlussläufer der sowjetischen Staffel gewann er zusammen mit Wladimir Sucharew, Lewan Kaljajew und Lewan Sanadse in 41,5 Sekunden den Titel mit 0,3 Sekunden Vorsprung auf die französische Staffel.

## Bestzeiten
- 100 Meter: 10,4 Sekunden (1948)
- 200 Meter: 21,6 Sekunden (1946)